# Pachrophylla obscurellus
Pachrophylla obscurellus là một loài bướm đêm trong họ Geometridae.